# Lucas Moreno
Lucas Moreno (Montevideo, Uruguay 1812 – 1878) fue un militar del Partido Blanco.

## Biografía
Era familiar de los secretarios artiguistas Miguel Barreiro y José Monterroso, y se integró a la vida militar y política en la adolescencia. En 1828, con 16 años fue oficial administrativo de la Asamblea General Constituyente que redactó la Constitución de 1830 y más tarde auxiliar de la secretaria de la Cámara de diputados en 1830. En 1834, con 22 años se incorporó al último intento revolucionario de Juan Antonio Lavalleja contra el presidente Fructuoso Rivera, y después de la derrota se refugió en Entre Ríos. Regresó rehabilitado por el presidente Manuel Oribe y se vinculó estrechamente a su persona y a su causa. Luchó contra la sublevación de Rivera a partir de 1836.

### En la Guerra Grande
Cuando Oribe “resignó” su mandato, en 1838, regresó a Entre Ríos, donde contó con la protección particular de Justo José de Urquiza, amigo de su familia. Allí permaneció dedicado al comercio pero organizando una pequeña tropa de emigrados blancos que soñaban con la revancha. En 1843, Urquiza lo designó jefe de la 5.ª división del ejército de Entre Ríos y al frente de esa tropa de los orientales que lo acompañaban invadió el territorio uruguayo en apoyo a Manuel Oribe. Más tarde fue destinado a Corrientes para combatir contra el general unitario José María Paz en 1846, pero en septiembre de ese año pidió la baja y regresó a Uruguay donde Oribe, presidente del Gobierno del Cerrito, le reconoció en su ejército el grado de teniente coronel. En 1847 fue comandante militar del departamento de Colonia y en agosto del año siguiente tomó por asalto la ciudad, ocupada por partidarios del gobierno de la Defensa de Montevideo. Esa operación militar le dio un notable prestigio personal, que se incrementó por la benignidad con la que trató a los prisioneros, actitud muy poco frecuente en aquellos tiempos. Cuando Urquiza se volvió contra Oribe, en 1851, Moreno resolvió convertirse en defensor de la vía negociadora, culminada por fin la Paz del 8 de octubre de 1851.

### En la Paz y la Revolución colorada de 1858
Luego el presidente Juan Francisco Giró, lo ascendió a coronel y cuando este fue derrocado en 1853 intentó sostener la legalidad levantándose en armas, junto a otros militares y caudillos blancos, contra las autoridades instaladas en Montevideo, pero fracasó. Dado de baja en el Ejército, emigró nuevamente a Entre Ríos y no fue incluido en la amnistía promulgada por Venancio Flores en 1854. En enero de 1857 el presidente Gabriel A. Pereira lo reincorporó al Ejército y regresó a Uruguay, donde le combatió en 1858 a la sublevación de “Los conservadores” del Partido Colorado, encabezada por César Díaz, con quien combatió en la batalla de Cagancha. Después de la Hecatombe de Quinteros fue designado nuevamente a Colonia, donde gozaba de notable popularidad, y en 1860 el presidente Bernardo Prudencio Berro, lo nombró jefe político de ese departamento. En 1861 se le destinó al Norte del Río Negro como comandante de las tropas situadas en esa zona. El mismo año envió una carta a Urquiza recomendarte a Nicomedes Coronel.

### Participación en la Cruzada Libertadora de 1863
Durante la Revolución iniciada por Venancio Flores en 1863, fue el jefe del ejército del Sur, enfrentándose a los sublevados y derrotándolos en la Batalla de las Piedras y condujo una expedición fluvial por el río Uruguay en el curso de la cual capturó a algunos revolucionarios que pretendían incorporarse a las tropas floristas desde Argentina. El presidente interino Atanasio Aguirre le asignó, ya con el grado de general, la jefatura de todos los ejércitos, pero las sucesivas victorias de Flores lo llevaron a dimitir en agosto de 1864. Ello determinó que se le sometiese a consejo de guerra, acusándolo de deserción y de no haber acudido a defender la ciudad de Florida, tomada por el caudillo Venancio Flores, quien ordenó fusilar a los defensores. EL gobierno lo indultó en enero de 1865. Moreno fue incorporado al ejército en junio de ese mismo año, tras la victoria de Flores. Muy alejado de los blancos por sucesos anteriores, se mantuvo al margen de la rebelión de Berro que terminó en la tragedia del 19 de febrero de 1868 y al estallar la revolución de las lanzas en 1870 emigró nuevamente a Entre Ríos para evitar comprometerse. Regresó después de la Paz de abril de 1872.